# Nemespátró
Nemespátró je vas na Madžarskem, ki upravno spada pod podregijo Nagykanizsai Županije Zala.